# Cinnamomum validinerve
Cinnamomum validinerve Hance – gatunek rośliny z rodziny wawrzynowatych (Lauraceae Juss.). Występuje naturalnie w południowych Chinach – w prowincji Guangdong oraz regionie autonomicznym Kuangsi. 

## Morfologia
PokrójZimozielone drzewo. Gałęzie są szorstkie i nagie.
LiścieNaprzemianległe. Mają eliptyczny kształt. Mierzą 4–10 cm długości oraz 2–3,5 cm szerokości. Są skórzaste, lekko owłosione od spodu. Nasada liścia jest klinowa. Blaszka liściowa jest o krótko spiczastym wierzchołku. Ogonek liściowy jest nagi i dorasta do 13 mm długości.
KwiatySą niepozorne, obupłciowe, zebrane po kilka wiechy o owłosionych osiach, rozwijają się w kątach pędów.

## Biologia i ekologia
Rośnie w lasach. Kwitnie w lipcu.